# Simon Sechter
Simon Sechter (Friedberg, 11 de octubre de 1788 - Viena, 10 de septiembre de 1867) fue un organista, profesor, teórico y compositor austriaco.
Fue alumno en Viena de Leopold Koželuh, Johann Peter Emilius Hartmann y Abt Stadler, y después de siete años de una precaria existencia pudo conseguir la plaza de maestro de música del Instituto de Ciegos. Más adelante, Sechter entró en la Capilla Imperial, donde con el tiempo alcanzó la plaza de organista, puesto que en dejarlo Sechter, lo ocupó Ludwig Rotter.
Destacó como profesor y fue tenido por uno de los maestros del contrapunto. Entre sus discípulos figuran Selmar Bagge, Eduard Rappoldi, Erik Anthon Valdemar Siboni, Sigismund Thalberg, Joseph Sucher, Eric Ehrlich, Franz Schubert, Johann Nepomuk Fuchs, Henri Vieuxtemps, Johann Rufinatscha y Theodor Dohler.

## Historia
Desde el año 1811 Sechter enseñó música en una institución para ciegos. Actualmente tiene una estatua en Viena.
A partir de 1851 fue profesor de armonía y composición en el Conservatorio de Amigos de la Música. Su obra principal (Die Grundsätze der musikalischen Komposition (1853-54) en tres volúmenes) contiene en principio la teoría del bajo fundamental de Jean-Philippe Rameau. Además, compuso una ópera bufa, Ali-hitschhetsch, que fue representada en 1844, un gran número de obras de carácter religioso, como ofertorios, misas, un Te Deum. Muchas no llegaron a editarse. Publicó fugas, preludios, y otras composiciones para órgano, variaciones para piano y dos cuartetos para instrumentos de cuerda, uno de ellos titulado Die vier temperamente. 

## Composiciones
Simon Sechter compuso especialmente música espiritual, sinfonías, composiciones de cámara y doce fugas en doce temas. Compuso tres óperas, una de ellas se  ejecutó en el año 1844 en Viena. Puso música a muchos poemas, en particular de František Schiller. En su obra, Sechter se encuentra con el clasicismo musical checo de Koželuh y Jan V. Voříšek, cuyo Sechter inferior estuvo en los años 1824 y 1825. Š. Sechter junto con Voříšek tenía interés en el trabajo de Johann Sebastian Bach. Estuvo en el conservatorio de Viena enseñando lecciones de Franz Schubert, también el pianista y virtuoso alemán Henri Vieuxtemps y el biógrafo de Mozart y Haydn, Karel Ferdinand Pohl.
Sechter tenía estrictos métodos de enseñanza. Por ejemplo, prohibió a Anton Bruckner escribir composiciones originales mientras aprendía contrapunto con él. El compositor y conocedor de Bruckner, Robert Simpson creía que «Sechter inconscientemente sacó a relucir la originalidad de Bruckner llevándola hasta un punto en que Bruckner no pudo reprimirla». Sechter enseñó a Bruckner de 1855 a 1861 por correo y lo consideró su mejor alumno. En la graduación de Bruckner, Sechter escribió una fuga dedicada a él.
Con Die Grundsätze der musikalischen Komposition («Los fundamentos de la composición musical»), su tratado de tres volúmenes sobre los principios de la composición de los años 1853 y 1854, Sechter escribió una obra con gran influencia en muchos teóricos posteriores. Los pensamientos de Sechter se derivan de las teorías de la nota fundamental de Jean-Philippe Rameau. Sechter era partidario del temperamento justo frente al afinado bien temperado.
Es conocido por haber escrito más de 8.000 obras, incluidas unas 5.000 fugas (procuraba escribir al menos una cada día). Constantin von Wurzbach escribe sobre el patrimonio de Sechters:

Además, todavía hay 30 volúmenes de piano, órgano y música vocal, junto con seis óperas, incluida 'Melusine' de Grillparzer. Las composiciones datan de los años 1810 y 1811. Un volumen de los años 1818 y 1819 contiene una colección de "melodías populares alemanas", que Sechter trabajó con gran atractivo contrapuntístico. El año 1833 da una obra peculiar, un ejemplo de tenaz perseverancia, pero también de un conocimiento asombroso.

Además, compuso misas y oratorios, sin embargo, aparecieron impresas solo sus piezas de órgano y piano, y dos cuartetos de cuerda (incluidos Die vier Temperamente, opus 6), un total de 91 obras.